# Kalfat
Kalfat ist eine ehemalige Gemeinde in der Provinz Çankırı in der Türkei. Es gehört zum Kreis Orta.
Der Ort liegt im nördlichen Bereich des Landkreises. Die Straßenverbindung von der Kreisstadt Orta südlich ins nördlich gelegene Atkaracalar geht durch den Ort. Eine Moschee heißt Büyük Cami (übersetzt große Moschee). Durch den Ort fließt der Bach Gindek Deresi. Am Südrand befindet sich der Friedhof, nördlich ein Steinbruch.
Die Bevölkerung lebt von der Landwirtschaft und Viehzucht. Die Einwohnerzahl beträgt etwa 2000. Die meisten Einwohner sind entweder nach Westeuropa oder in die größeren Städte in der Türkei, hauptsächlich Ankara oder Istanbul umgesiedelt. Die sogenannte Landflucht hat auch hier ihre Spuren hinterlassen.
Kalfat verfügt über eine Grundschule bis zum 8. Schuljahr. Das nächste Gymnasium ist in der Kreisstadt Orta. Außerdem existieren zwei Koranschulen für die religiöse Erziehung.
Es gibt zwei Moscheen im Dorf. Die zuerst gebaute Moschee ist aus dem Ende des 18. Jahrhunderts. Allerdings wurde dieser ohne Rücksicht auf Erhaltung Ende der 70er Jahre komplett erneuert. Die zweite Moschee wurde etwa 1910 fertig gestellt. Der Baumeister dieser  Moschee war ein Armenier. Man erkennt Baumuster armenischer Kirchen. Im Osmanischen Reich war es sehr verbreitet, dass gutes Handwerk eher von ethnischen Gruppen vertreten war.
Boris Johnson, der ehemalige Bürgermeister Londons und jetzige Premierminister Großbritanniens hat seine Wurzeln in Kalfat. Sein Urgroßvater Ali Kemal Pascha, Journalist und Politiker im Osmanischen Reich, entstammt dem Ort.